# Kaipa
Kaipa är ett svenskt symfoniskt rockband.

## Biografi
1973 startade Hans Lundin, Tomas Eriksson och Thomas Sjöberg bandet Ura Kaipa. Namnet var ett förslag från deras kompis Martin Ander och refererade till en svensk stenåldershövding från boken Svenskarna och deras hövdingar av Verner von Heidenstam. 1974 kortades namnet ner till Kaipa, strax efter att Thomas Sjöberg tvingats lämna gruppen på grund av sjukdom och ersatts av Ingemar Bergman (som senare bildade gruppen Ingemar Bergman Troop och har gjort karriär i skivbolags- och musikförlagsbranschen). I samma veva värvades även gitarristen Roine Stolt. Musiken skrevs av Lundin och Stolt, en musik inspirerad av grupper som Genesis och Yes. De tre första skivorna har efterhand nått kultstatus hos älskare av progrock världen över. Stolt lämnade gruppen 1979 och därefter ändrade gruppen musikalisk riktning mot en mer syntrock-inspirerad musik i tidens anda. 1982 upplöstes gruppen efter en sista spelning på Studion i Stockholm den 13 december.

### 2000-talets Kaipa
I februari 2000 realiserade Hans Lundin sin vision om att åter ge Kaipa liv och har sedan dess gett ut ett flertal väl mottagna CD-skivor. Utöver Lundin var gitarristen Roine Stolt den ende av originalmedlemmarna som medverkade i återföreningen. Han lämnade bandet efter inspelningen av Mindrevolutions på grund av samarbetssvårigheter med Lundin grundade i olika idéer om musikalisk inriktning. Han har ersatts av Per Nilsson från Scar Symmetry. Övriga återkommande medverkande musiker på Kaipas nya skivor är Morgan Ågren (trummor), Jonas Reingold (bass), Patrik Lundström (sång) och Aleena Gibson (sång). Denna version av Kaipa har inte spelat live.

### 2014: Kaipa da Capo
År 2014 samlades tre av Kaipas originalmedlemmar; Roine Stolt, Tomas Eriksson och Ingemar Bergman, för att framföra den gamla 70-talsrepertoaren igen under namnet Kaipa Da Capo. Sedan dess har Kaipa Da Capo turnerat världen runt och spelat det gamla materialet från de tre första skivorna, förstärkta av Roines bror, Michael Stolt, på sång och gitarr, samt Max Lorentz på keyboards. 2016 släppte Kaipa Da Capo albumet "Dårskapens monotoni", och senare kom även ett livealbum inspelat 2017.

## Diskografi

### Studioalbum
- Kaipa (1975)
- Inget Nytt Under Solen (1976)
- Solo (1978)
- Händer (1980)
- Nattdjurstid (1982)
- Stockholm Symphonie (1993)
- Notes From the Past (2002)
- Keyholder (2003)
- Mindrevolutions (2005)
- Angling Feelings (2007)
- In the Wake of Evolution (2010)
- Vittjar (2012)
- Sattyg (2014)
- Children of the Sounds (2017)
- Urskog (2022)
- Sommargryningsljus (2024)

### Samlingsalbum
- The Decca Years (2005)